# مطار تحويل
مطارات التحويل (Diversion airports) هي مطارات قادرة على التعامل مع طائرة معينة من فئة ايتابس (ETOPS) أثناء هبوط اضطراري ولا تتجاوز مسافة طيرانها في نقطة الطوارئ فترة تحويل ايتابس (ETOPS) لتلك الطائرة.
يجب أن يكون لدى أي مطار تم تعيينه كمطار تحويل في الطريق التسهيلات اللازمة لدعم تلك الطائرة بأمان، ويجب أن تسمح الظروف الجوية في وقت الوصول بهبوط آمن مع وجود محرك و/أو خلل في الأنظمة.
يمكن إجراء رحلة (ETOPS/LROPS) فقط إذا كانت مطارات التحويل متاحة طوال مدة الرحلة. قد يتطلب عدم التوفر بسبب سوء الأحوال الجوية، على سبيل المثال، تغيير مسار الرحلة.